# Stefan Ulrich Pieper
Stefan Ulrich Pieper (* 5. Juli 1959 in Dortmund) ist ein deutscher Bundesbeamter und Hochschullehrer. Pieper ist als Leiter des Referates Verfassung und Recht, Justitiariat im Bundespräsidialamt der Justiziar des Bundespräsidenten.

## Leben
Pieper studierte Rechtswissenschaft und Volkswirtschaftslehre an der Rheinische Friedrich-Wilhelms-Universität Bonn und Westfälischen Wilhelms-Universität Münster und schloss dieses mit dem Referendarexamen und dem Assessorexamen ab. 1993 wurde Pieper an der Juristischen Fakultät der Universität Münster mit einer Arbeit zum Subsidiaritätsprinzip zum Doktor der Rechtswissenschaften promoviert. Die Dissertation erschien 1994 unter dem Titel Subsidiarität: ein Beitrag zur Begrenzung der Gemeinschaftskompetenzen im Carl Heymanns Verlag.
Pieper blieb anschließend als Wissenschaftlicher Mitarbeiter und Habilitand an der Uni Münster. In dieser Zeit publizierte er als Herausgeber und Mitautor eine Vielzahl wissenschaftlicher Beiträge. 2000 habilitierte sich Pieper in Münster. Er erhielt die veniae legendi für Öffentliches Recht einschließlich Völker- und Europarecht. Die Habilitationsschrift Aufsicht – Verfassungs- und verwaltungsrechtliche Strukturanalyse erschien 2006 im Carl Heymanns Verlag. Er ist außerplanmäßiger Professor der Universität Münster und Lehrbeauftragter der Universität Potsdam.
Nach seiner Habilitation trat Pieper als Ministerialrat in das Bundesministerium des Innern ein, in dem er bis 2004 in der Verfassungsabteilung insbesondere mit Verfahren der Bundesregierung vor dem Bundesverfassungsgericht betraut war. Seit 2004 leitet Pieper im Bundespräsidialamt das Referat Verfassung und Recht (Justitiariat – Rechtsberater des Bundespräsidenten), zunächst als Ministerialrat und dann als Ministerialdirigent. Seit seinem Eintritt in das Bundespräsidialamt beriet er die Bundespräsidenten Johannes Rau, Horst Köhler, Christian Wulff, Joachim Gauck und Frank-Walter Steinmeier in Verfassungsfragen.
Gemeinsam mit Christof Gramm gibt Pieper den Bürgerkommentar zum Grundgesetz heraus. Zudem kommentiert Pieper im Kommentar zum Grundgesetz herausgegeben von Volker Epping und Christian Hillgruber die Abschnitte zum Bundespräsidenten und zu seinen Befugnissen.

## Privat
Neben seiner beruflichen Tätigkeit ist Stefan Pieper Präsident der Juristischen Gesellschaft zu Berlin (gegr. 1859).

## Veröffentlichungen (Auswahl)
- Europarecht. Ein Casebook. Heymann, Köln 1991, ISBN 978-3-452-21700-4 (2. Aufl. 2000)
- Subsidiarität. Ein Beitrag zur Begrenzung der Gemeinschaftskompetenzen. Heymann, Köln 1994, ISBN 978-3-452-22744-7
- Fälle und Lösungen zum Europarecht. Boorberg, Stuttgart 1997, ISBN 978-3-415-02336-9 (2. Aufl. 2004)
- Verfassungsrichterwahlen – Die Besetzung der Richterbank des Bundesverfassungsgerichts und die Besetzung des Europäischen Gerichtshofes sowie des Europäischen Gerichtshofes für Menschenrechte und des Internationalen Gerichtshofes mit deutschen Kandidaten. Duncker und Humblot, Berlin 1998, ISBN 978-3-428-09444-8 (2. Aufl. 2019)
- Aufsicht – Verfassungs- und verwaltungsrechtliche Strukturanalyse. Heymann, Köln 2006, ISBN 978-3-452-26320-9
- Verfassungsrecht der Bundesrepublik Deutschland – Darstellung. Kommunal- und Schul-Verlag, Wiesbaden 2008, ISBN 978-3-8293-0809-0